# آنجی کریگ
آنجلا داون کریگ (زاده ۱۴ فوریه ۱۹۷۲) یک سیاستمدار، روزنامه‌نگار بازنشسته و تاجر سابق آمریکایی است. او که عضو حزب دموکرات - کشاورز - کارگر (DFL) است، از سال ۲۰۱۹ به عنوان نماینده ایالات متحده از حوزه انتخابیه دوم مینه‌سوتا  خدمت کرده است.
کریگ اولین عضو آشکارا دگرباشان جنسی از مینه سوتا و اولین لزبینی است که در کنگره خدمت می‌کند.